# Flottemanville
Flottemanville – miejscowość i gmina we Francji, w regionie Normandia, w departamencie Manche.
Według danych na rok 1990 gminę zamieszkiwało 181 osób, a gęstość zaludnienia wynosiła 37 osób/km² (wśród 1815 gmin Dolnej Normandii Flottemanville plasuje się na 705. miejscu pod względem liczby ludności, natomiast pod względem powierzchni na miejscu 892.).